# Nijmegen Global Athletics

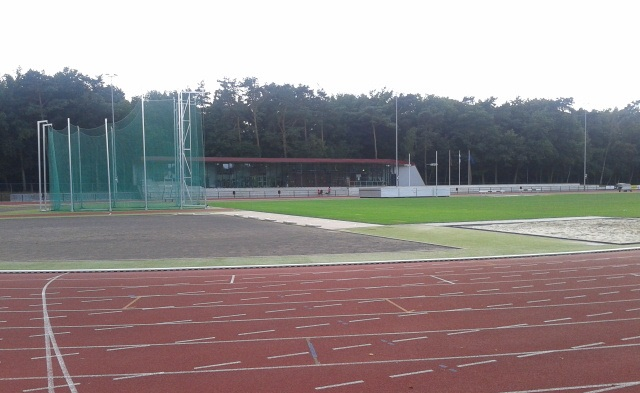
Atletiekbaan Brakkenstein, Nijmegen

Nijmegen Global Athletics is een topatletiekevenement in de Nederlandse stad Nijmegen. Organisator is de Stichting Nijmegen Global Athletics met steun van de Nijmeegse atletiekverenigingen Nijmegen Atletiek, Cifla en NSAV 't Haasje en de gemeente Nijmegen. Global Sports Communication, het Nijmeegse atletenbedrijf van voormalig topatleet Jos Hermens is eveneens betrokken. Sinds 2017 staat het evenement internationaal bekend onder de naam Next Generation Athletics. Race-director is de voormalig topatleet Bram Som.
Per 1 januari 2023 heeft World Athletics (WA) een nieuw World Rankings Competition (WRC) label geïntroduceerd. Atleten die aan internationale toernooien mee willen doen, kunnen zich alleen kwalificeren met prestaties die zijn behaald op een World Rankings Competition-wedstrijd uit de WA Global Calendar. Ook wereld- en Europese records worden alleen toegekend op World Rankings-wedstrijden. Next Generation Athletics is door de Nederlandse Atletiekunie aangemeld op de WA Global Calendar, waardoor internationale atleten Nijmegen goed weten te vinden voor hun limietpogingen.
Next Generation Athletics vindt jaarlijks plaats in mei of juni, waarbij gekozen is voor focus op de middellange loopafstanden (800, 1500, 3000 en 5000 meter). Er is een voorprogramma voor jeugd en een hoofdprogramma voor (inter)nationale topatleten.
In het verleden liepen diverse Nederlandse topatleten tijdens dit evenement internationale limieten en records. Voorbeelden hiervan zijn Michel Butter, Miranda Boonstra, Bram Som, Marko Koers, Jesper van der Wielen, Susan Kuijken, Guus Janssen, Dennis Licht, Abdi Nageeye, Yvonne Hak, Mike Foppen en Diane van Es. Veel van deze prestaties werden geleverd met hulp van snelle tempomakers (veelal jonge aanstormende Afrikaanse atleten). 